# Ruth Smith

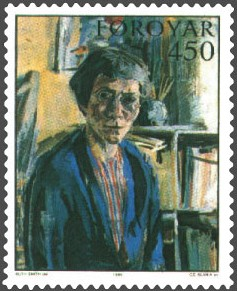
Zelfportret van Ruth Smith op een Faeröerse postzegel uit 1985

Ruth Smith Nielsen (Vágur, 5 april 1913 — ibid., 26 mei 1958) was een Faeröers schilderes. Zij groeide op op Suðuroy, het zuidelijkste eiland van de Faeröer, en geldt als een der belangrijkste coloristen van de noordse beeldende kunsten. Aan de Koninklijke Deense Kunstacademie volgde ze les bij Aksel Jørgensen; ze ontpopte zich tot een atypische vertegenwoordigster van het realisme en schilderde hoofdzakelijk portretten van lokale dorpsbewoners op Suðuroy. Zij verdronk op 45-jarige leeftijd.

## Levensloop
Ruth Smith was de dochter van Johan Smith (1882-1922) en Elin Caroline Djurhuus (1881-1960). Haar vader was zeeman, maar door ziekte moest hij aan de wal blijven, waar hij in Vágur een klein winkeltje had. Hij overleed toen Ruth negen was, en zoals haar andere broers en zusters moest zij werken om in het onderhoud van het gezin te voorzien.

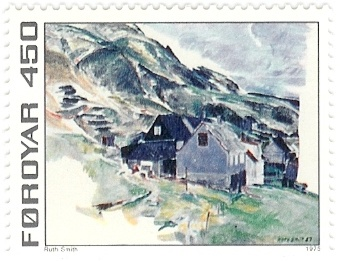
Nes, geschilderd door Smith, op een Faeröerse postzegel uit 1975

Van 1939 tot 1943 verbleef zij in Denemarken, alwaar zij reeds in 1933 en 1934 leerling was geweest op de tekenschool van Buzzie Høyers. De kunstacademie bezocht ze van 1936 tot 1943. Anno 1945 huwde zij de architect Poul Morell Nielsen, met wie zij twee zonen kreeg. Het koppel woonde afwisselend in Kopenhagen en Lemvig. In deze periode schilderde ze hoofdzakelijk stadsgezichten van Kopenhagen en landschappen aan de westkust van Jutland. In 1947-48 beschilderde zij glas in de glasfabriek van Holmegaard.
Het gezin verhuisde in 1949 naar de Faeröer en vestigde zich in Vágur; hier schilderde en tekende Smith de lokale bevolking. In 1957 verhuisden ze opnieuw, ditmaal naar een zelfgebouwd huis met atelier in het gehucht Nes, tussen Vágur en Porkeri. Tussen 1947 en 1958 wijdde Smith zich hele winters naarstig aan haar schilderkunst.
Smith was uiterst zelfkritisch en overschilderde dikwijls haar eigen werken. Zij leidde een schuw en teruggetrokken bestaan, waarbij ze slechts zelden haar werken tentoonstelde, waardoor ze relatief onbekend bleef. In de laatste jaren van haar leven was ze bang om blind te worden; dit kon op een beginnende depressie wijzen. Tijdens een eenzaam partijtje zwemmen in het fjord in mei 1958 is zij verdronken.

## Stijl
Smiths vele schetsen verraden een tweestrijd tussen haar realistische achtergrond en haar persoonlijke expressie. Zij schilderde nooit fantasiebeelden, in de zin dat ze nooit zelf motieven uitvond. In haar werken worden reële objecten en personen weergegeven, maar op de manier zoals zij die zelf waarnam. Het lichtspel in sommige van haar landschappen vertoont impressionistische trekken, terwijl haar portretten bijwijlen invloed van Paul Cézanne vertonen.

## Tentoonstellingen
- 1956 Deelname aan de jaarlijkse tentoonstelling van de kunstenaarsgroep SE
- 1959 Retrospectieve door de Listafelag Føroya in Tórshavn
- 1961 Vertegenwoordigd met zeven schilderijen en vele tekeningen op een tentoonstelling van Faeröerse kunst in IJsland
- 1963 Poul Morell richt het Malerinden Ruth Smith Nielsens mindelegat op (de ‘stichting van de schilderes Ruth Smith Nielsen’)
- 1971 Vertegenwoordigd op een tentoonstelling van Faeröerse kunst in The Scottish Arts Council te Edinburgh
- 1976 Vertegenwoordigd met 11 schilderijen op de 25-jarige jubileumtentoonstelling van het Deens-Faeröerse Cultuurfonds te Kopenhagen
- 1994 Een groot deel van Ruth Smiths werken is naar de Faeröer overgekomen en valt te bezichtigen in de Listasavn Føroya, in de Ruth Smith savnið te Vágur en in de Føroya banki te Tórshavn
- 2007 Retrospectieve tentoonstelling in de Listasavn Føroya en in het museum voor religieuze kunst in Lemvig
- 2015/2016 tentoonstelling in Nordatlantens Brygge in Kopenhagen: Tvær sterkar - To stærke: Júlíana Sveinsdóttir & Ruth Smith (13-11-2015 - 10-1-2016)